# L'Échange (bande originale)
Pour les articles homonymes, voir L'Échange.
Albums de Clint Eastwood
Grace Is Gone
Comme pour chacun de ses films depuis Mystic River en 2003, Clint Eastwood a composé lui-même la bande originale de L'Échange, celle-ci étant influencée par le jazz et le bebop. Utilisant des guitares et des cordes frottées pour le rythme, cette musique reste en tonalité relativement faible tout au long du film. L'introduction de cuivres évoque les films noirs, appuyant le fait que l'histoire se déroule dans une ville contrôlée par une police corrompue. Le thème varie du piano à l'orchestre complet et, alors que l'histoire se développe, les cordes frottées deviennent plus imposantes, avec un nombre croissant de maintiens et de Crescendo. Lors des flashbacks sur les meurtres d'enfants, Eastwood introduit des voix qui rappellent celles des musiques de films d'horreur,.
La musique a été orchestrée et conduite par Lennie Niehaus. Les orchestrations ont été enregistrées par l'Hollywood Studio Symphony. Le fils de Clint Eastwood, Kyle, musicien de jazz, a travaillé sur cette bande originale aux côtés de Michael Stevens,,, les deux s'occupant respectivement de la basse et de la guitare.
La bande originale a été éditée en CD par le label Varèse Sarabande et a été distribuée le 4 novembre 2008 aux États-Unis.
Voici la liste des titres de l'album.

## Pistes
Toute la musique est composée par Clint Eastwood.
| 1.    | Main Title                              | 2:00 |
| 2.    | Ride to School                          | 1:23 |
| 3.    | Mom's on Call / Late to Trolley         | 1:39 |
| 4.    | Looking for Walter / Waiting for Police | 1:41 |
| 5.    | Where Do You Live / Who Are You         | 2:34 |
| 6.    | I Want My Son Back                      | 1:53 |
| 7.    | Arrive at Ranch / Looking for Sanford   | 2:13 |
| 8.    | People Can't Change                     | 1:41 |
| 9.    | We Killed Some Kids                     | 6:19 |
| 10.   | I Won't Sign It                         | 2:45 |
| 11.   | Sanford Digs                            | 2:53 |
| 12.   | Room 18                                 | 0:54 |
| 13.   | What Is Happening / Trial Montage       | 1:47 |
| 14.   | Davey Tells Story                       | 4:3  |
| 15.   | I Want to Go Home                       | 1:02 |
| 16.   | End Title                               | 6:18 |
| 41:40 |                                         |      |

### Note
1. ↑  L'Échange n'est pas la première collaboration de Michael Stevens et Kyle Eastwood. Les deux hommes ont déjà travaillé ensemble sur la musique de plusieurs autres films comme La Relève (1990) et Lettres d'Iwo Jima (2006). Depuis L'Échange, ils ont à nouveau collaboré sur le film Invictus (2009).